# Durandea
Durandea là một chi thực vật có hoa trong họ Linaceae.

## Loài
Chi Durandea gồm các loài: